# Chiesa di San Barbaziano
La chiesa di San Barbaziano è una chiesa sconsacrata di Bologna che sorge all'incrocio tra via Barberia e via Cesare Battisti.
Dal dicembre 2014 il Ministero per i beni e le attività culturali la gestisce tramite il Polo museale dell'Emilia-Romagna, nel dicembre 2019 divenuto Direzione regionale Musei.

## Descrizione
La tradizione attribuisce la fondazione di questa chiesa a San Petronio nel 432, anche se le prime testimonianze certe le si hanno solo a partire dal 1123.
Originariamente venne retta dai canonici lateranensi che ebbero il loro convento attiguo alla chiesa. Nel 1480 passò poi agli eremitani di San Girolamo dell'Osservanza.

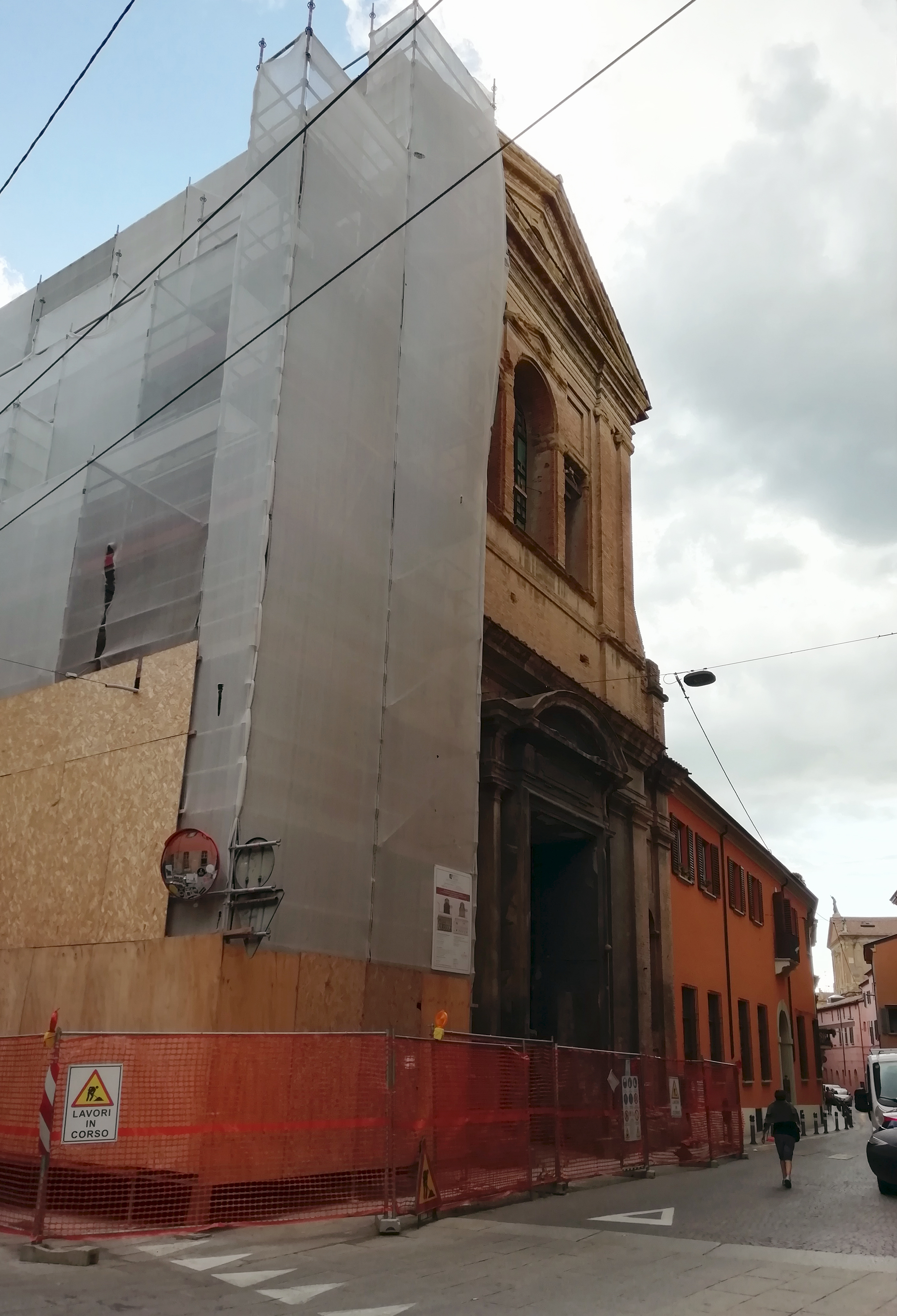
L'edificio in restauro nel 2023

Fu ricostruita dalle fondamenta tra il 1608 e il 1612 da Pietro Fiorini per sostituire la vecchia chiesa del convento omonimo ritenuta ormai inadatta alle nuove esigenze di culto definite dal Concilio di Trento. È composta da un'unica navata sulla quale si affacciano otto cappelle laterali (quattro per lato) alcune delle quali facenti parte della chiesa originaria e inglobate nella nuova costruzione.
A seguito delle soppressioni napoleoniche degli ordini religiosi, gli eremitani di San Girolamo furono soppressi nel 1797 e il convento venduto nel 1799 e il titolo di parrocchiale e la cura d'anime passò alla chiesa di Santa Caterina di Saragozza.
Nel 1806 la chiesa fu soppressa definitivamente e nel 1813 la acquistò il comune.
Nel 1870 la proprietà passò al Demanio militare che continuò ad usarla come deposito, costruendo anche un soppalco per sfruttare meglio lo spazio.
A causa del lungo periodo di utilizzo improprio, gran parte delle decorazioni è scomparso e l'edificio si trova in un cattivo stato di conservazione.
Negli ultimi anni la proprietà è passata alla sovrintendenza per i beni culturali, la quale ha aperto un bando per la concessione quindicennale della struttura. A seguito di un restauro, ospiterà un centro culturale.
Avrebbe dovuto essere riaperta al pubblico nel 2020.